# Хендерсон, Лофтон Рассел
Лофтон Рассел Хендерсон (24 мая 1903 — 4 июня 1942) был летчиком Корпуса морской пехоты США во время Второй мировой войны. Он командовал 241-й бомбардировочной эскадрильей морской пехоты (VMSB-241) в битве за Мидуэй и погиб, возглавляя свою эскадрилью для атаки японских авианосных сил.
Лофтон Хендерсон родился 24 мая 1903 года в Лорейне, штат Огайо.
Он окончил Военно-морскую академию США в 1926 году. До Второй мировой войны он служил в Китае, на различных карибских станциях и на авианосцах Langley (CV-1), Ranger (CV-4) и Saratoga (CV- 3).
4 июня 1942 года, когда японские войска подошли к острову Мидуэй в Тихом океане, майор Хендерсон возглавил пикирующие бомбардировщики 16-го корпуса морской пехоты SBD Dauntless в планирующей бомбардировке авианосца Hiryū. Его левое крыло загорелось, когда он начал свой последний заход. Хендерсон продолжил атаку и погиб, когда его самолёт пикировал в сторону авианосца противника. Посмертно награждён Морским крестом.